# Vampyres
Pour les articles homonymes, voir Vampyre et Vampires (homonymie).
Pour plus de détails, voir Fiche technique et Distribution.
Vampyres, également connu sous le titre Vampires, est un film d'horreur britannique du réalisateur espagnol José Ramón Larraz, sorti en 1974. Le film a été en compétition lors du Festival international du film fantastique d'Avoriaz 1976[réf. nécessaire].

## Synopsis
Après avoir été assassinées en plein ébat sexuel, deux femmes reviennent à la vie sous forme de vampires...

## Fiche technique
- Titre français : Vampires ou Vampyres[1]
- Titre original : Vampyres ou Daughters of Darkness
- Réalisateur : José Ramón Larraz (sous le nom de Joseph Larraz)
- Scénariste : D. Daubeney, d'après une histoire de Thomas Owen
- Photographie : Harry Waxman
- Musique : James Clark
- Montage : Geoff R. Brown
- Production : Brian Smedley-Aston
- Pays de production :  Royaume-Uni
- Langue originale : anglais
- Format : couleur — 35 mm — 1,85:1
- Durée : 87 minutes
- Dates de sortie :
  - Royaume-Uni : 6 juillet 1974 (sortie limitée)
  - France : 2 juin 1976 (sortie limitée)

## Distribution
- Marianne Morris : Fran
- Anulka Dziubinska : Miriam
- Murray Brown : Ted
- Brian Deacon : John
- Sally Faulkner : Harriet

## Remake
Un remake, également appelé Vampyres, a été réalisé par Víctor Matellano et sorti en 2015. Il est dédié à la mémoire de José Ramón Larraz.